# Замок Кагердуфф
Замок Кагердуфф (англ. Caherduff ([kæhərˈd̪uː]) Castle, ірл. Caisleán na Cathrach Duibhe) — замок Кахрах Дуйбе — один із замків Ірландії, розташований у графстві Мейо, на острові Ахіл, на північній частині озера Лох-Корріб, на відстані 1,3 милі на північний схід від селища Кросс. Нині це пам'ятка історії та архітектури Ірландії національного значення. Замок баштового типу.
Ірландська назва замку перекладається як «Чорна Фортеця». Цей замок купила держава в 1918 році з метою охорони і захисту цієї пам'ятки історії.